# Сэм Фишер (Splinter Cell)
Сэмуэль Лео Фишер, более известный как Сэм Фишер (англ. Samuel "Sam" Fisher) — вымышленный главный герой серии компьютерных игр Splinter Cell и романов, курируемой известным писателем Томом Клэнси. Впервые появился в 2002 году в игре Tom Clancy’s Splinter Cell. Фишер озвучен голосом актёра Майкла Айронсайда. В Splinter Cell: Blacklist персонажа озвучивает Эрик Джонсон. Во всех частях, кроме Splinter Cell: Conviction (игру не дублировали), в локализованной русской версии звучит голос Валерия Сторожика.

## Биография
Фишер — профессиональный шпион, работающий на особое подразделение АНБ, называемое «Третий эшелон». Задачами Фишера является скрытное проникновение на территорию врага, сбор информации, захват высоких чинов или выполнение других актуальных заданий.
Лейтенант ВМС (в отставке) Сэмюэл Фишер, бывший член «Третьего Эшелона», сверхсекретного подразделения в Агентстве национальной безопасности (АНБ), в настоящее время командир «Четвертого Эшелона», вновь созданного тайного специального подразделения, противостоящего терроризму, и подчиняющегося непосредственно Президенту Соединённых Штатов. Фишер родился 8 августа 1957 года в округе Балтимор, в пригороде Таусон, штат Мэриленд. Хотя не так много известно о его детстве, известно, что Сэм посещал военную школу-интернат после смерти родителей, уже ребёнком он был принят в Военно-морскую академию США, которую окончил в 1977 году со степенью бакалавра в области политологии и поступил на службу как прапорщик в ВМС США. Вскоре после этого, его личное дело было помечено для отбора в подразделение SEAL («морские котики»), в которые он вступил после прохождения их изнурительного процесса отбора и программы обучения.
Свою жену, Реган Бернс, Фишер встретил на военно-воздушной базе сил США в Германии в 1980-х. Позже они развелись, а в 1989 году Реган умерла от рака. Его дочь, Сара Фишер, считалась погибшей в результате аварии в 2007—2008 годах, но была обнаружена живой по итогам событий Conviction.

## Представлен
Игры
- Tom Clancy’s Splinter Cell (2002)
- Tom Clancy’s Splinter Cell: Extended Ops (2003)
- Tom Clancy’s Splinter Cell: Pandora Tomorrow (2004)
- Tom Clancy’s Splinter Cell: Chaos Theory (2005)
- Tom Clancy’s Splinter Cell: Double Agent (2006)
- Tom Clancy’s Splinter Cell: Essentials (2006)
- Tom Clancy’s Splinter Cell: Conviction (2010)
- Tom Clancy’s Splinter Cell: Blacklist (2013)
- Tom Clancy’s Ghost Recon Wildlands (2018, DLC Special Operation 1: The Call — Звонок)
- Tom Clancy’s Ghost Recon Breakpoint (2020, DLC The Terminator: Deep State — Заговор)
- Tom Clancy’s Rainbow Six Осада (2020, DLC Shadow Legacy)
- Tom Clancy’s Elite Squad (2020)

Книги
- Tom Clancy’s Splinter Cell (2004, Raymond Benson)
- Tom Clancy’s Splinter Cell: Operation Barracuda (2005, Raymond Benson)
- Tom Clancy’s Splinter Cell: Checkmate (2006, Grant Blackwood)
- Tom Clancy’s Splinter Cell: Fallout (2007, Grant Blackwood)
- Tom Clancy’s Splinter Cell: Conviction (2009, Peter Telep)
- Tom Clancy’s Splinter Cell: Endgame (2009, Peter Telep)
- Tom Clancy’s Splinter Cell Blacklist: Aftermath (2013, Peter Telep)
- Tom Clancy’s Splinter Cell: Firewall (2022, James Swallow)
- Tom Clancy’s Splinter Cell: Dragonfire (2023, James Swallow)

Комиксы
- Tom Clancy’s Splinter Cell: Digging in the Ashes (2010, Eddie Deighton и John Sloan): Приквел к Splinter Cell: Conviction.
- Tom Clancy’s Splinter Cell: Echoes (2013, Nathan Edmondson и Marc Laming): Приквел к Splinter Cell: Blacklist.

Медиа
- Капитан Лазерхоук: Blood Dragon Remix (2023)

Музыка
- Amon Tobin — Chaos Theory — The Soundtrack To Tom Clancy’s Splinter Cell: Chaos Theory (2005)[6]
- Agent Sam Fisher — Double Agent (2007)
- Agent Sam Fisher — Conviction (2008)[7]
- Splinter Cell: Conviction: Original Soundtrack (Limited Collector’s Edition) (2010)
- Amon Tobin — Chaos Theory Remixed (The Soundtrack To Splinter Cell 3D) (2011)[8]

## Критика и отзывы
- Фишер получил 24 место в списке пятидесяти лучших персонажей компьютерных игр по версии книги рекордов Гиннесса в 2011 году.[9]